# Owein

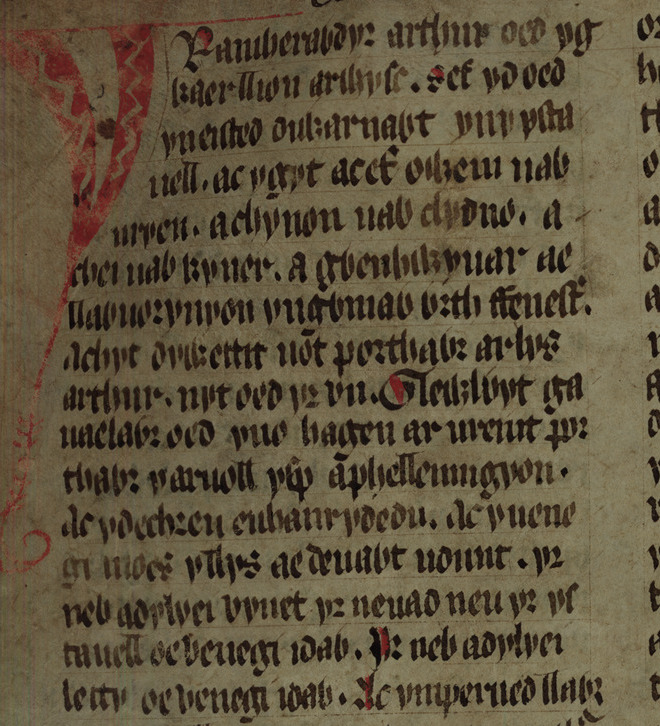
Images du manuscrit Owein en langue galloise du XIVe-XVe siècle photographié en 1997 pour le projet "Manuscrits anciens de l'Université d'Oxford".

Owein, ou le conte de la dame à la fontaine (Owain, neu Iarlles y Ffynnon en gallois) est un récit qui fait partie des Trois romans gallois (Y Tair Rhamant – les deux autres titres sont : Peredur ab Evrawc et Gereint ac Enid), généralement associés aux Mabinogion, depuis leur traduction du gallois en anglais, par Lady Guest, au XIXe siècle. C’est l’équivalent du roman de chevalerie Yvain ou le Chevalier au lion de Chrétien de Troyes, que l’on date de 1170 à 1180. Les trois contes sont contenus dans le Livre Blanc de Rhydderch et dans le Livre Rouge de Hergest, deux ouvrages du XIVe siècle.

## Résumé
Le héros du conte, Owein, est inspiré d’un personnage historique Owain mab Urien, un roi du Rheged du VIe siècle. L’histoire rapporte son mariage avec celle qu’il aime, « la dame à la fontaine », puis sa lassitude, préférant s’adonner à des exploits chevaleresques à la cour du roi Arthur. Il s’exile dans le désert où un lion le sauve d’un serpent. Il trouve l’équilibre entre ses devoirs conjugaux et sociaux et retrouve sa femme.

## Commentaire
Les spécialistes pensent que les deux textes sont issus d’une même source aujourd’hui perdue, mais il est probable que le conte gallois soit basé directement ou indirectement sur le texte de Chrétien  de Troyes (bien que celui-ci ait pu avoir une source d’origine celtique) et adapté au public gallois.

## Source
- Les Quatre branches du Mabinogi et autres contes gallois du Moyen Âge traduit du gallois, présenté et annoté par Pierre-Yves Lambert, Éditions Gallimard, collection « L'aube des peuples », Paris, 1993,  (ISBN 2-07-073201-0).

## Note
1. ↑  Les Quatre branches du Mabinogi et autres contes gallois du Moyen Âge, page 209.